# Deniz Erduman-Çalış
Deniz Erduman-Çalış (* als Deniz Erduman 1970 in Hüttental) ist eine deutsche Kunsthistorikerin mit der Spezialisierung auf Islamische Kunst.

## Leben und Leistungen
Deniz Erduman-Çalış studierte Kunstgeschichte, Islamwissenschaften und Pädagogik an der Universität Heidelberg und erlangte dort ihren Magister-Abschluss. Von 2001 bis 2003 war sie als Volontärin am Museum Angewandte Kunst Frankfurt. Danach war sie bis 2018 als freiberufliche Kuratorin an verschiedenen Museen tätig. Ein Schwerpunkt lag zunächst weiterhin beim Frankfurter Museum, bei dem sie bis März 2009 als unabhängige Kuratorin die Islamabteilung betreute und mehrere Ausstellungen kuratierte. Zudem betreute Erduman-Çalış mehrere Veranstaltungen auf der Frankfurter Buchmesse. 2011 kuratierte sie im Türkischen Haus in Berlin die Ausstellung 50 Jahre Migration – Zeitzeuge Hürriyet, 2013/14 war sie an der Erarbeitung eines Konzeptes für ein Erlebnismuseum zu Kunst und Wissenschaften der Seldschuken in Konya beteiligt. Lehraufträge hatte sie 2003 an der Universität Frankfurt, 2005 an der Universität Gießen und 2014/14 an der Universität München (LMU). Daneben absolvierte sie von 2012 bis 2017 ein Promotionsstudium an der LMU. Ihre Dissertation verfasste sie zum Thema Faszination Lüsterglanz und Kobaltblau. Die Geschichte islamischer Keramik in Museen Deutschlands. Im Februar 2018 wurde Erduman-Çalış Kontext Kuratorin des Alwaleed Projektes des Museums für Islamische Kunst Berlin, im August 2019 Wissenschaftliche Mitarbeiterin des Projektes „Gemeinsame Zukunft“ des Museums und der Beauftragten der Bundesregierung für Kultur und Medien. Seit September 2020 ist sie Sammlungskuratorin des Museums für Islamische Kunst Berlin und verantwortlich für die Konzeption der neuen Dauerausstellungen nach dem Umbau des Pergamonmuseums in der zweiten Hälfte der 2020er Jahre.
Erduman-Çalış ist Fachfrau für osmanische Keramik. Zudem forscht sie zum Kulturaustausch zwischen Europa und dem Osmanischen Reich, zur Geschichte islamischer Kunst in europäischen Sammlungen und zu den Kulturbegegnungen europäischer Reisender in der osmanischen Welt.

## Publikationen (Auswahl)
- Faszination Lüsterglanz und Kobaltblau. Die Geschichte islamischer Keramik in Museen Deutschlands (= Dissertationen der LMU München. Band 19). Universitätsbibliothek der Ludwig-Maximilians-Universität München / readbox publishing, München / Dortmund  2020, ISBN 978-3-95925-073-3.

Herausgeberschaften
- Geschriebene Welten. Arabische Kalligraphie und Literatur im Wandel der Zeit. DuMont, Köln 2004, ISBN 3-8321-7507-5 (Museumsausgabe), ISBN 3-8321-7508-3 (Verlagsausgabe).
- Tulpen, Kaftane und Levnî. Höfische Mode und Kostümalben der Osmanen aus dem Topkapı-Palast Istanbul. Hirmer, München 2008, ISBN 978-3-7774-6045-1.